# Fundu Moldovei
Fundu Moldovei est une commune du județ de Suceava en Roumanie.